# John Savage (Politiker, 1779)

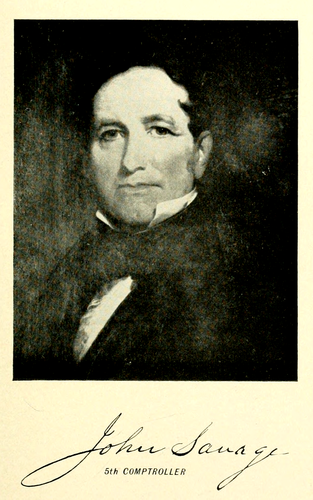
John Savage

John Savage (* 22. Februar 1779 in Salem, New York; † 19. Oktober 1863 in Utica, New York) war ein US-amerikanischer Jurist und Politiker. Zwischen 1815 und 1819 vertrat er den Bundesstaat New York im US-Repräsentantenhaus.

## Werdegang
John Savage wurde während des Unabhängigkeitskrieges in Salem im Washington County geboren und wuchs dort auf. In dieser Zeit besuchte er Gemeinschaftsschulen. 1799 graduierte er am Union College in Schenectady. Er studierte Jura. Seine Zulassung als Anwalt erhielt er 1800 und begann dann in Salem zu praktizieren. Zwischen 1806 und 1811 sowie in den Jahren 1812 und 1813 war er als Bezirksstaatsanwalt im vierten Distrikt von New York tätig. Er saß 1814 in der New York State Assembly.
Als Gegner einer zu starken Zentralregierung schloss er sich in jener Zeit der von Thomas Jefferson gegründeten Demokratisch-Republikanischen Partei an. Bei den Kongresswahlen des Jahres 1814 für den 14. Kongress wurde Savage im zwölften Wahlbezirk von New York in das US-Repräsentantenhaus in Washington, D.C. gewählt, wo er nach dem 4. März 1815 die Nachfolge von Benjamin Pond und Elisha J. Winter antrat, welche zuvor zusammen den Distrikt im US-Repräsentantenhaus vertreten hatten. Er schied am 3. März 1819 aus dem Kongress aus. Als Kongressabgeordneter hatte er den Vorsitz über das Committee on Revisal and Unfinished Business (15. Kongress).
Er war zwischen 1818 und 1820 als Bezirksstaatsanwalt im Washington County tätig und zwischen 1821 und 1823 als New York State Comptroller. 1823 wurde er Chief Justice am New York Supreme Court – eine Stellung, die er bis 1836 innehatte. Man nominierte ihn 1828 für den Posten des Kämmerers (treasurer) der Vereinigten Staaten, allerdings lehnte er ab. Bei der Präsidentschaftswahl des Jahres 1844 trat er als Wahlmann (presidential elector) für die Demokratische Partei auf. James K. Polk und George M. Dallas gingen damals als Sieger aus dem Rennen hervor. Savage verstarb am 19. Oktober 1863 in Utica und wurde auf dem Forest Hill Cemetery beigesetzt. Zu jenem Zeitpunkt tobte der Bürgerkrieg.